# Phragmotheca ecuadorensis
Phragmotheca ecuadorensis är en malvaväxtart som beskrevs av W.S. Alverson. Phragmotheca ecuadorensis ingår i släktet Phragmotheca och familjen malvaväxter. Inga underarter finns listade i Catalogue of Life.